# روابط خارجی هند
دستگاه امور خارجه هند که با عنوان وزارت امور خارجه شناخته می‌شود سازمان دولتی است که مسئول اجرای روابط خارجی هند می‌باشد. با پنجمین نیروی نظامی از نظر هزینه‌ها در جهان، دومین نیروی بزرگ مسلح، ششمین اقتصاد بزرگ جهان با نرخ اسمی و سومین اقتصاد از لحاظ برابری قدرت خرید هند یک قدرت منطقه‌ای، یک قدرت هسته‌ای، و یک قدرت جهانی نوظهور و یک ابرقدرت بالقوه است. هند نفوذ زیادی در رشد جهانی و صدای برجسته‌ای در امور جهانی دارد.
هند یک کشور تازه صنعتی شده‌است و دارای تاریخ همکاری با کشور بسیاری می‌باشد و بخشی مهم از کشورهای در حال توسعه است. هند یکی از اعضای بنیانگذار چندین سازمان بین‌المللی؛ سازمان ملل متحد، بانک توسعه آسیایی، گروه ۲۰ و بنیانگذار جنبش عدم تعهد نیز می‌باشد.
هند همچنین دارای نقش مهم و تأثیرگذار در سایر سازمان‌های بین‌المللی مانند نشست سران آسیا، سازمان تجارت جهانی، صندوق بین‌المللی پول، (IMF), و انجمن بین‌المللی گفتگو می‌باشد. همچنین هند عضو بانک سرمایه‌گذاری زیربنایی آسیا و سازمان همکاری شانگهای است.

## تاریخچه
حتی قبل از استقلال، دولت هند روابط دیپلماتیک نیمه مستقل را حفظ کرد. این کشور ماموریت‌های کاملی مانند حل و فصل مشکل مستعمره عدن را اجرا کرد و عضو مؤسس جامعه ملل و سازمان ملل بود.
پس از استقلال هند از انگلستان در سال ۱۹۴۷، این کشور خیلی زود به اتحادیه کشورهای مشترک‌المنافع ملحق شد و به شدت از جنبش‌های استقلال در دیگر مستعمرات مانند انقلاب ملی اندونزی حمایت کرد. البته به دلیل مناقشه‌های ارضی مختلف، به ویژه در مورد کشمیر، در روابط خود با پاکستان در سال‌های بعد تحت فشار قرار گرفته‌است. در طول جنگ سرد، هند سیاست خارجی خود را بر پایه بی‌طرفی و استقلال از قدرت‌های بزرگ حفظ کرد. با این حال هند روابط نزدیکی با اتحاد جماهیر شوروی برقرار کرد و حمایت گسترده نظامی از آن کشور دریافت نمود.

## سیاست
سیاست خارجی هند همیشه با در نظر گرفتن همسایگی به عنوان یکی بزرگترین مناطق تمرکز، و در اطراف محور مرکزی مشترکات تاریخی و فرهنگی استوار می‌باشد. ۲۲ میلیون نفر از اقلیت‌های هندی در خارج از کشور کار و زندگی می‌کنند و ارتباطشان را با کشور خود حفظ کرده‌اند. یکی از مهم‌ترین نقش‌های هند در سیاست خارجی هندوستان این است که رفاه و آسایش کشور خود را در چارچوب قوانین کشوری که در آن زندگی می‌کنند تضمین کند.